# Маніпурі (мова)
Маніпурі (ꯃꯅꯤꯄꯨꯔꯤ ꯂꯣꯟ) мейтей або мейтхей (ꯃꯩꯇꯩꯂꯣꯟ) — мова народу маніпурі, офіційна мова штату Маніпур, розташованого в північно-східній Індії.
Мова поширений також у сусідніх штатах — Ассамі, Трипурі, Нагаленді і Західному Бенгалі, а також в Бангладеші (15000 людина, 2003) і Бірмі.
У Індії вказали маніпурі як рідну мову за даними перепису 1991 року 1270216 осіб, з яких 1110134 (84,7%) проживало в штаті Маніпур.
Маніпурі належить до тибето-бірманської підсім'ї сино-тибетської сім'ї мов, і традиційно відноситься до Центральні куки-чин-нага, в якій займає відособлене положення.
Мова тональна, порядок слів — SOV.
Маніпурі не слід плутати з мовою бішнупрія-маніпурі, яка належить до індоарійської групи мов і поширена в Ассамі, Маніпур і, деяких регіонах Бангладешу і Бірми.

## Офіційний статус
У Індії мова була офіційно визнана і включена 71-ю поправкою у восьмий список Конституції Індії в 1992 році.
В індійських університетах мова викладається як предмет на всіх рівнях (аж до докторського ступеня), крім того, в Маніпурі на ньому ведеться викладання до рівня бакалавра.
Маніпурі є сильним об'єднавчим фактором і мовою міжнаціонального спілкування для всіх етнічних груп штату Маніпур. Носії називають свою мову «мейтей», назва «маніпурі» з'явилася порівняно пізно.

## Писемність
Маніпурі має власну писемність, мейтей-майок, яка з'явилася в XI—XII століттях н. е. використовувалась до XVIII століття н. е.. Пізніше вона була витіснена східним нагару (Бенгальське письмо), яке використовується зараз.
Робляться зусилля з відродження власного письма.